# Campagne de Bresse et Bugey (1637)
Guerre de Dix Ans
Batailles
La campagne de Bresse et Bugey de 1637 est une double offensive comtoise menée dans le royaume de France qui se déroule du 15 janvier au 6 mars 1637. Elle est la seule offensive comtoise d'envergure de la guerre de Dix ans. L'offensive en Bresse est dirigée par le marquis de Conflans et celle en Bugey par son fils le comte de Bussolin. Si cette campagne est une victoire tactique indiscutable pour les comtois, elle est en même temps un lourd échec stratégique, dans le sens ou les comtois ne parviennent à garder le terrain conquis. Cet échec stratégique notamment en Bresse, sera fatal à l'armée comtoise en mars suivant.

## Contexte et préparatifs
La victoire au siège de Dole et le retrait de l'armée de Condé, donne de l'air au comté de Bourgogne et une plus grande marge de manœuvre dans le déroulement des combats. Dès l'automne 1636, Gérard de Watteville, marquis de Conflans et général en chef des armées comtoises, prépare une offensive sur le sol français pour reprendre l'initiative. Son plan se matérialise en décembre 1636. Deux grandes offensives seront menées simultanément en Bresse et en Bugey. Le concept de sa double offensive est simple : elle ne sera menée que par une seule armée qui interviendra tantôt en Bresse et tantôt dans le Bugey pour ne pas fractionner ses forces. Il dirigera l'offensive  en Bresse pendant que son fils Bussolin commandera celle du Bugey. Watteville parvient à rassembler plus de 3000 hommes mais le parlement ne lui accorde pas pleinement son soutien et ne lui permet pas d'obtenir plus de cavalerie et d'artillerie. Cet événement aura une incidence capitale et dramatique sur la fin de campagne et ses suites. Courant décembre, ses régiments se positionnent entre Lons et Saint-Claude, dans le sud Jura. Watteville veut agir dès le 2 janvier mais l'hiver rude de cette année là ne permet pas l'offensive. L'armée comtoise doit attendre

## L'armée comtoise

### La cavalerie
- Un régiment de 600 cavaliers formait l'ensemble la cavalerie comtoise réparti en 16 compagnies commandées par des capitaines. Sur le front de Bresse le chef de la cavalerie est Marc de Montaigu et sur le front du Bugey César de Saix.
- Trois compagnies de dragons (150) commandés et levés par le chevalier Duprel d'Arloz

### L'infanterie
- 3 régiments d'infanterie non entièrement pourvus, d'environ 500 hommes chacun et commandés par le comte de Bussolin, Henry de Champagne et Vincent Jacquinot de Goux, le trésorier général du Comté de Bourgogne.
- 700 hommes commandés par le capitaine Henry de Lezay
- 300 mousquetaires commandés par le capitaine Roland de Montrichard

Dans un second temps, Watteville obtiendra du parlement d'obtenir la moitié du régiment de Christophe de Raincourt qui sera utilisé en Bresse.

### L'artillerie
C'est le grand point faible de l'armée comtoise. Elle ne possède que deux petites pièces d’artillerie légère qui seront uniquement affectées à l'attaque de Savigny, alors que William Gallas a déposé deux grosses pièces à Gray à la fin de l'année 1636.
Malgré ses demandes répétées, le parlement refusera de les donner à Watteville.

## L'armée française

### Dans le Bugey
Commandée par Claude de Briord elle comprend :
- Le régiment d'Enghein d'environ 500 hommes commandés par le chevalier des Barres ;
- Un régiment de 450 cavaliers commandés par le vicomte de Chastellux ;
- Un escadron de 150 cavaliers commandés par le Baron de Montjouvent ;
- Diverses petites garnisons dans les différentes places du Bugey.

### En Bresse
Commandée par le marquis de Thianges, elle comprend :
- Le régiment du Baron de Rebé (500 hommes)
- La garnison de Savigny commandée par Pierre de Ténarre de Grosbois (environ 600 hommes)
- La garnison de Cuiseaux dirigée par le commandant de Lurbe (100 hommes)
- 4 ou 5 compagnies de miliciens bressans (environ 250 hommes)
- Une compagnie de gendarme (50 hommes)
- Des volontaires gentilshommes de Bresse.

## L'offensive dans le Bugey (15 janvier - 17 février)

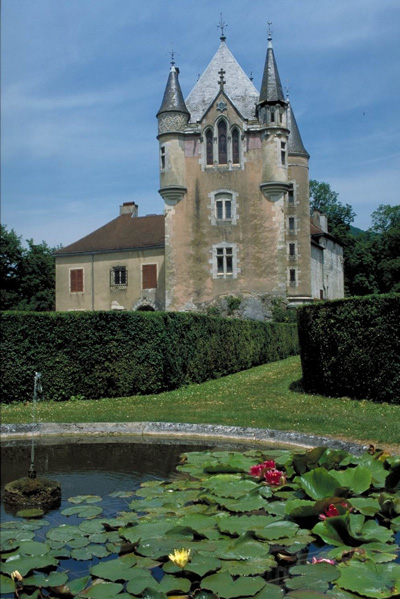
Château de Dortan de nos jours

Pour cette offensive Bussolin est secondé par le colonel Henri de Champagne et son régiment. À partir du 4 février, Bussolin confie le commandement unique de la cavalerie comtoise en Bugey, à César de Saix d'Arnans.

### Première phase (15 janvier): Arbent et Dortan
Le 15 janvier, la météo permet enfin le début de l'offensive. Cette offensive est un pari risqué : le Bugey est un terrain complexe, très bien fortifié avec de forts reliefs et le tout en pleine période hivernale. Bussolin lance ses attaques sur Dortan et Arbent qui tombent le même jour : la surprise dans le camp français est totale. La prise de Dortant était un élément capitale et déterminant pour la suite des opérations, considéré comme "la clef du Bugey.". À Arbent où la population avec quelques unités militaire se barricade dans le village, elle refuse la reddition proposée par Bussolin en tirant sur le tambour qui la leur proposait. S'ensuit un assaut puis un massacre des habitants et soldats ainsi que l'incendie de la ville. Les comtois ne parviennent pas cependant à se rendre maître du château, faute d'artillerie.

### Deuxième phase (2 au 9 février): le secteur d'Oyonnax
Les 2 et 3 février, c'est Oyonnax qui est assiégée et tombe en 24 heures. Seule une maison forte résiste une journée de plus. La ville est à son tour incendiée. Aux environs de la ville, un féroce combat de cavalerie à lieu. Les Comtois, menés entre autres par chevalier Duprel d'Arloz, remportent la bataille détruisant presque entièrement la cavalerie française du baron de Montjouvent. Les survivants français se réfugient au château de Martignat. Le 4 février les comtois prennent Martignat et son château. S'ensuivront alors les combats autour de Martignat qui représentent le plus gros engagement de la campagne.
Entre le 5 et le 9 février les Comtois prennent Nerciat, Bonaz, Apremont et Montréal. À chaque fois l'armée française n'a pas le temps de réagir. De plus Bussolin ordonne une feinte en sommant la ville de Nantua de se rendre sans avoir l'intention de la prendre. L'armée française du Bugey commandée par Claude de Briord, est incapable d'anticiper le mouvement des Comtois.

### Retrait comtois et siège du château d'Arbent (16 et 17 février)
Mais faute de renforts, Bussolin doit évacuer progressivement le Bugey car Lons et le Jura sont à présent menacés. En rentrant en Franche-Comté, le 16 février, les troupes comtoises menées par Henry de Champagne tentent de s'emparer du château d'Arbent mais échouent au terme de la première journée. Sur les conseils de l'intendant des armées Jean Girardot de Nozeroy, le colonel de Champagne renonce à continuer son attaque mais échappe par contre, à l'attaque d'une armée française toute proche et supérieure en nombre, visant venir en aide au château. Averti, Bussolin décide de rejoindre le colonel de Champagne et d’affronter les français. Les armées se font face à proximité du château. Un premier engagement de cavalerie à lieu: sans résultat. Puis le colonel de champagne décide d'attaquer avec son régiment qui subit un feu nourri des Français. Mais il parvient au pied des murs du château mettant en fuite l'armée française de secours. A présent isolé, le château se rend, les soldats et officiers peuvent quitter librement la place sans rançon. La place est ensuite livrée au pillage et détruite pour empêcher les français de venir s'y rétablir. 
Le 17 février, excepté le château de Dortan, les troupes comtoises ont entièrement évacué le Bugey : la campagne du Bugey est terminée.

## L'offensive en Bresse (22 janvier - 6 mars)

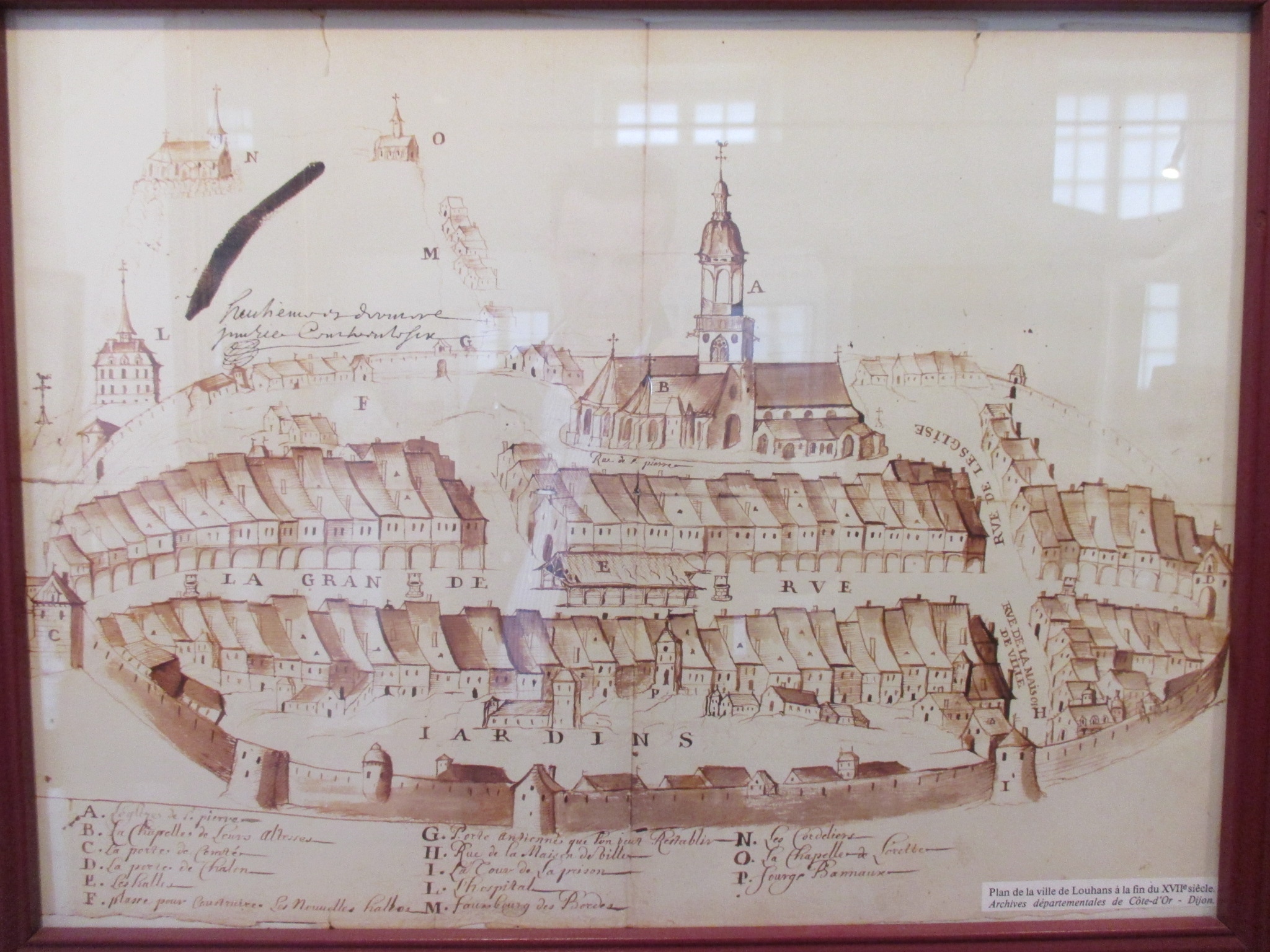
Louhans, l'objectif de la campagne de Bresse

Sur ce théâtre d'opération Watteville est secondé par le colonel de Goux et l’essentiel de la cavalerie est commandée par Marc de Montaigu de Boutavant. À partir du 7 février, s'ajoute Christophe de Raincourt à son état-major, arrivé avec la moitié de son régiment. L'objectif final de l'offensive est la prise de Louhans. 

### La prise de Cuiseaux (22 janvier)
Le 22 janvier marque le début de l'offensive en Bresse, Watteville passe la frontière et se lance sur la ville de Cuiseaux avec un plus d'un millier d'hommes. Cuiseaux est protégé par de solides remparts mais avec une faible garnison pour les défendre. De plus les bourgeois de la ville sont peu enclin à soutenir le siège et leur armée. Après avoir repéré les faiblesses du système défensif, le marquis de Conflans donne l'assaut. Impressionnée par le déclenchement de l'assaut et sa violence, la ville se rend rapidement. Watteville nomme alors le baron de Boutavant gouverneur de la ville, qu'il laisse sur place avec 500 hommes. La prise de Cuiseaux suscita une grande stupeur dans le camp français et Charles de Damas de Thianges décide de réunir une armée pour contre-attaquer.  
Ce même jour un détachement comtois s'empare du château de Joudes et une garnison stationnée à Chaussin s'empare d'Authume et de Bellevesvre.  

### L'offensive stoppée par la météo (23 janvier - 6 février)

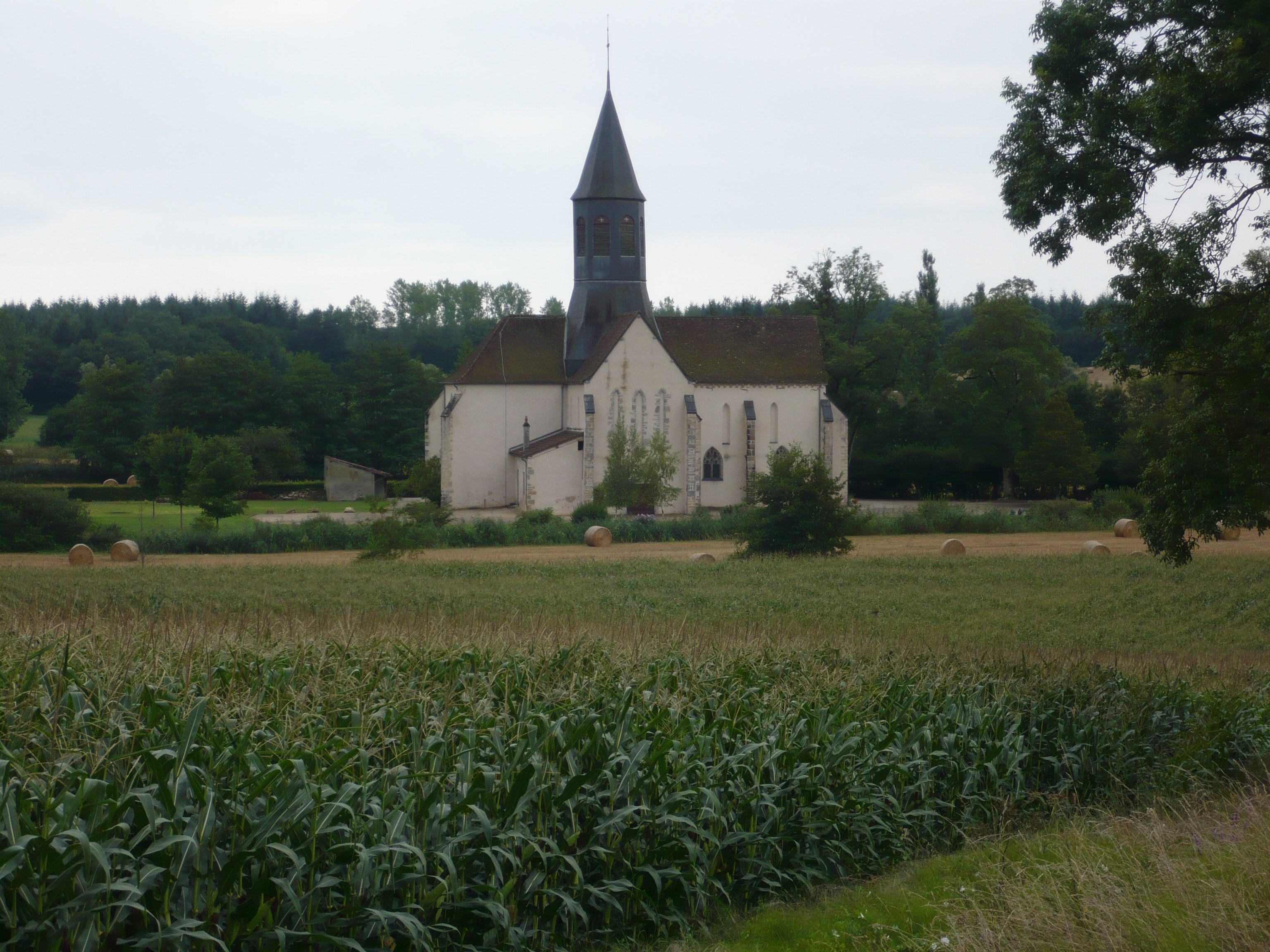
L'abbaye du Miroir de nos jours

Watteville veut continuer son offensive, mais le mauvais temps rend impraticable les chemins et son armée est stoppée pour plusieurs jours. De plus il ne lui reste que 250 cavaliers et 350 fantassins, ce qui lui semble trop peu pour continuer l'offensive. Il ordonne à Christophe de Raincourt de venir le rejoindre avec la moitié de son régiment d'infanterie. En attendant l'arrivée de Raincourt, Boutavant sort de Cuiseaux avec un détachement et s'empare de Sainte-Croix et du Château de Montjouvent. Le capitaine de Beauregard prend dans le même temps l'abbaye de Miroir dont il s'empare du bétail. 

### La prise de Savigny (7 février)
Le 7 février les renforts arrivent enfin et Watteville peut se lancer à l'attaque de Savigny, dernière place forte avant Louhans.

### Menaces françaises et désertions (8 - 19 février)
Paradoxalement, son immense victoire à Savigny ne va pas lui ouvrir les portes de Louhans comme Watteville l’espérait. Les renseignements comtois rapportent que le marquis de Thianges aurait fini de rassembler son armée et aurait pour objectif la ville comtoise de Saint-Amour. De plus, une rumeur rapporte qu'une armée française de 15 000 hommes commandée par Longueville serait en marche pour faire sa jonction avec celle de Thianges et serait peut-être même déjà arrivée. Le doute s'installe dans les rangs comtois et les soldats ont peur pour leur famille restée au pays. Le nombre de désertions se met à augmenter de jour en jour et notamment dans la cavalerie. Plusieurs compagnies, comme celles des capitaines de Grammont-Mélisey, d'Evans et de Velles, se sont évaporées. Watteville qui veut poursuivre l'offensive, demande des renforts : un régiment de cavalerie impériale de 3000 hommes commandé par William Gallas et deux pièces d'artillerie lourdes entreposées à Gray. Le parlement refuse mais accorde à Watteville l'autre moitié du régiment de Raincourt et publie un arrêté menaçant sévèrement les déserteurs : les effectifs de l'armée de Watteville réaugmentent.

### Reprise des conquêtes et opposition du Parlement
Le 20 février, le colonel de Goux remporte une bataille sur les Français et investit les villages de Balanod et de Condal. 
Dans les jours suivants, le parlement refuse le projet de Watteville d'offensive sur Louhans, car les parlementaires espèrent pouvoir obtenir prochainement la neutralité pour le comté de Bourgogne. Toute nouvelle agression comtoise irait donc à l'encontre de leur projet. Le procureur du Parlement Antoine Brun propose plutôt de détruire les places frontalières françaises de Chaussin (récemment reprise), Chapelle-Voland et Saint-Aubin. Le capitaine Antide de Grammont est chargé de l'offensive et parvient à s'emparer de Chaussin, mais le parlement, qui eut vent de l'attaque, fait aussitôt stopper l'offensive le 3 mars. 
Le 6 mars, malgré les supplications de Watteville qui en gardera une grande amertume, le parlement interdit et stoppe définitivement toutes offensives en territoire français : la campagne de Bresse est terminée.

## Les conséquences
- En Bugey: l'offensive de Bussolin est une grande victoire et, même si le terrain n'est pas conquis, le Bugey ne sera plus en mesure d’inquiéter militairement la Franche-Comté. Bussolin s'y est révélé comme un stratège et un chef capable s'attirant même le respect des Français comme le duc de Longueville qui hésitera à attaquer Bletterans en septembre, sachant la ville commandée par lui[8].
- En Bresse: les conséquences sont toutes autres. Si les victoires de Watteville sont écrasantes et sans appel, elles n'auront pas l'effet voulu. Elles vont motiver les Français à passer à l'attaque du comté de Bourgogne avec le succès que l'on sait. Plus encore, elle galvanisera les hommes de troupes français qui ont perdu des proches ou des biens dans cette offensive. Cette offensive avortée de Bresse sera fatale aux Comtois.

Les dissensions entre l'armée et le parlement seront en grande partie la cause, quelques jours plus tard, de la défaite comtoise décisive à la bataille de Cornod, qui marquera le tournant de cette guerre. Le parlement comtois n'obtiendra en fait jamais la neutralité qu'il espérait.